# Chiesa di San Giacomo Maggiore (Vallelaghi)
La chiesa di San Giacomo Maggiore è la parrocchiale a Covelo, frazione di Vallelaghi in Trentino. Risale all'XV secolo.

## Storia

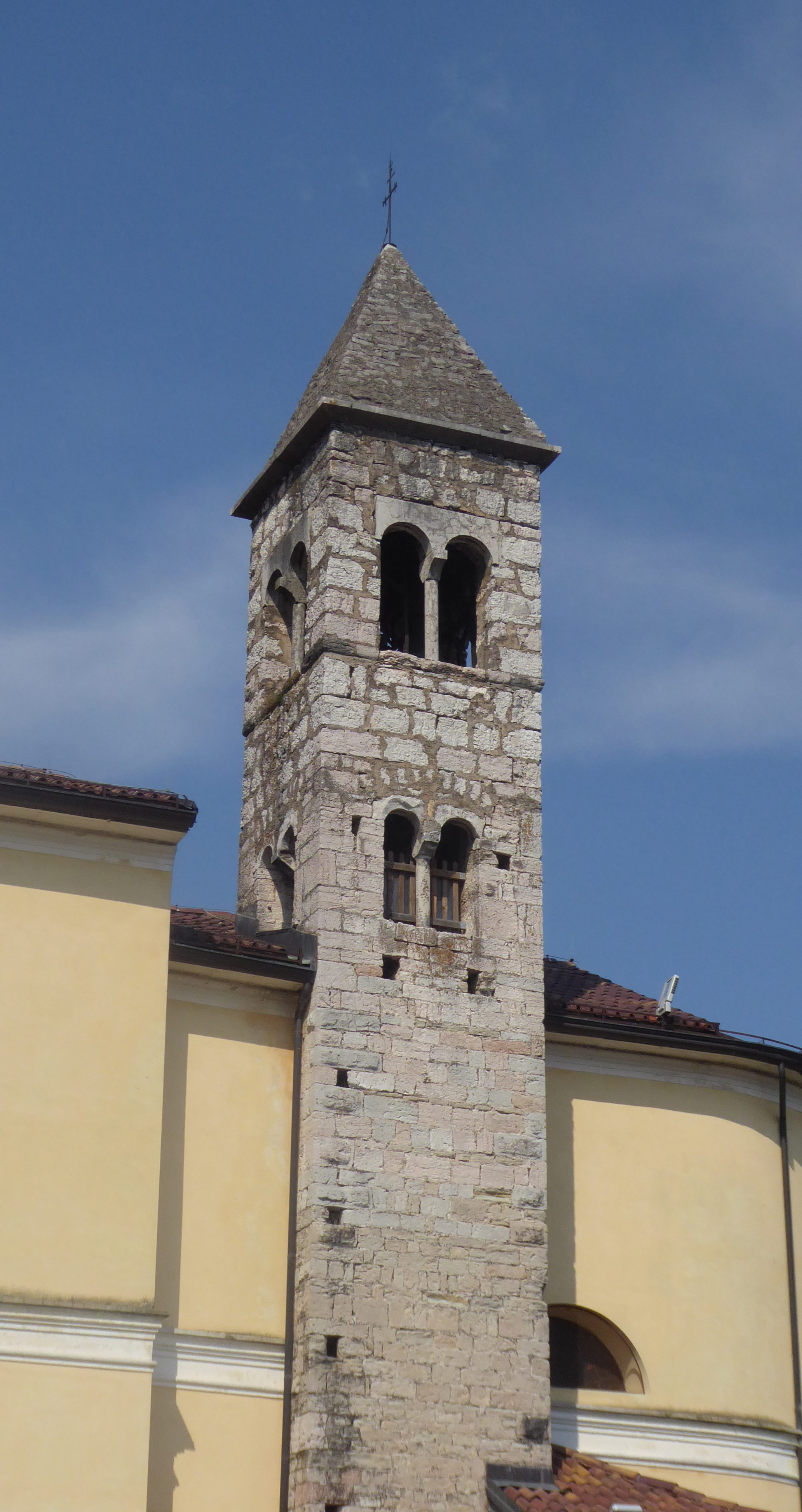
Il campanile

La chiesa di Covelo venne ricordata su documenti per la prima volta nel 1421 quando ancora la sua dedicazione era riferita a San Floriano. Fu oggetto di un'importante riedificazione nel 1497, anno nel quale venne celebrata la sua consacrazione solenne e la dedicazione divenne per i Santi Matteo e Floriano.
Nel 1580 fu oggetto di una visita pastorale che evidenziò le cattive condizioni nelle quali versava e venne decisa una nuova riedificazione. Questa venne conclusa entro il 1637, poiché a tale data venne riconsacrata in modo definitivo a San Giacomo Maggiore.
Dopo la metà del XIX secolo l'edificio fu ancora ricostruito e nuovamente riconsacrato nel 1882.
Nel secondo decennio del XX secolo la torre campanaria venne sopraelevata poi, durante il primo conflitto mondiale cadde in stato di abbandono e fu necessaria, nel primo dopoguerra, un'opera di restauro importante con il rifacimento delle coperture del tetto, il rinnovamento delle grandi vetrate alle finestre e una ritinteggiatura sia interna sia esterna. Nel 1924 le pareti interne vennero arricchite da decorazioni murali.

## Deescrizione
La chiesa è situata su un'altura rocciosa, orientata a est, e il sito, anticamente, doveva essere importante perché la torre campanaria dovrebbe essere stata eretta sulle basi di un'antica torre di guardia romana. Tutte le zone circostanti sono abitate da lungo tempo e i coveli (che danno il nome alla località) sono anfratti nella roccia anche sotto la chiesa usate in passato come abitazioni.